# Autofagie

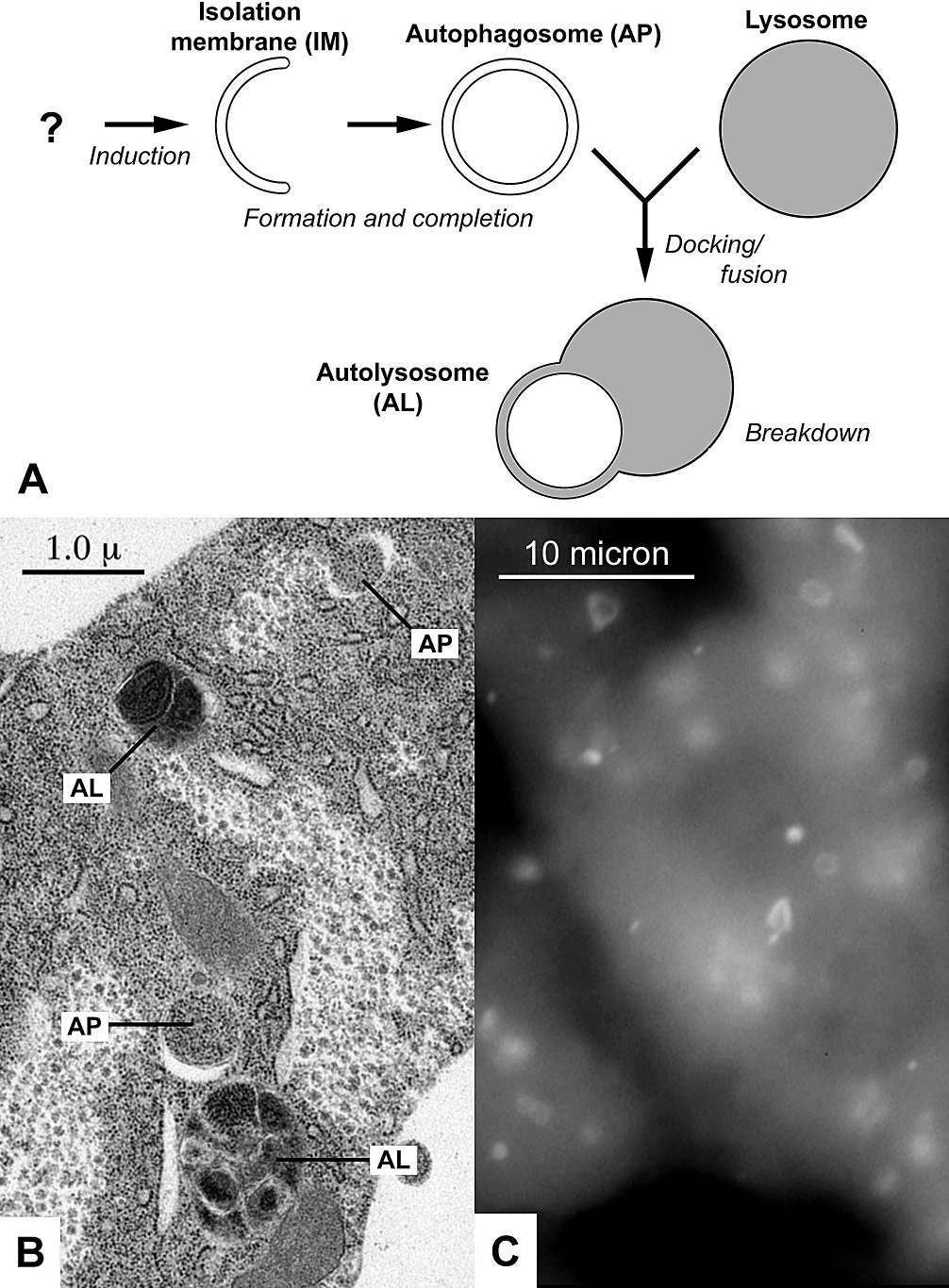
Autofagie. (A) Schéma klasické autofagie, při níž se membrána vznikajícího autofagozómu obklopí degradovanou strukturu a následně se spojí (fúzuje) s lysozómem. (B) Mikrofotografie řezu buňky na elektronovém mikroskopu, AP = autofagozómy, AL = autolysozómy. (C) Fluorescenčně značené autofagozómy v myších jaterních buňkách.

Autofagie (z řec. αὐτόφαγος („autóphagos“) – sám sebe jíst) je buněčný proces, při kterém jsou vnitrobuněčné makromolekulární struktury nebo celé organely rozkládány (degradovány) pomocí lysozómu, či u rostlin pomocí vakuoly. V určité formě se pravděpodobně vyskytuje u většiny eukaryotických organizmů s možnou výjimkou některých primitivních prvoků. Je to jeden z mechanizmů udržení buněčné homeostázy (stálost vnitřního prostředí). Umožňuje buňce recyklovat staré buněčné komponenty či nefunkční proteiny a představuje nouzový zdroj energie ve stresových podmínkách. V imunitním systému se dále autofagie podílí na boji proti patogenním mikroorganismům vstupujícím do buněk a prezentaci antigenů na buněčném povrchu.

## Názvosloví
Pojmenování různých druhů autofagie je převážně historické a kromě „klasické autofagie“, též makroautofagie, bylo v minulosti popsáno několik dalších podtypů tohoto procesu:
- mikroautofagie, při níž dochází k lysozomální degradaci cytosolu, inkluzí a organel, a to přímou invaginací lysozomální membrány.
- autofagie zprostředkovaná chaperony, při níž dochází k výjimečnému výběrovému rozkladu cytoplazmatických proteinů, které obsahují určitý pentapeptidový motiv KFERQ (Lys-Phe-Glu-Arg-Gln). Tyto proteiny jsou transportovány přes lysozomální membránu, kde se vážou na specifický protein LAMP2a. Po vazbě proteinu na LAMP2a dochází k jeho rozpoznání řadou molekulárních chaperonů, zejména hsp73. Proteiny interagující s hsp73 jsou do lysozomů transportovány přednostně, a tím také přednostně odbourávány.[zdroj?]

Dále je možné rozlišovat druhy autofagie podle struktury, která je degradována. Například autofagie buněčných jader se nazývá nukleofagie, zatímco autofagie peroxizómů se označuje jako pexofagie. Selektivní autofagie cizorodého, obvykle infekčního nitrobuněčného materiálu (virů, bakterií) se nazývá xenofagie.

## Molekulární mechanismus
Autofagie je poměrně složitý proces, který u savců koordinuje nejméně 32 různých proteinů a další jsou neustále popisovány. Klíčové poznatky, které umožnily pochopení celého procesu, přišly ze studia kvasinek. Identifikované geny, které se autofagie účastní, bývají pojmenovány zkratkou Atg (čili autophagy-related gene) následovanou číslem. Nejprve musí vzniknout autofagozóm, tedy váček, který do sebe uzavře vnitrobuněčný materiál, jenž má být degradován. Následně autofagozóm dozrává a splývá s lysozómem za vzniku tzv. autolysozómu, který už obsahuje enzymy schopné degradovat uzavřený materiál.
Proces je nyní prostudován do poměrně značných molekulárních detailů. V úvodní fázi autofagie dochází na membráně endoplazmatického retikula (ale možná také jinde) ke vzniku malého zárodku budoucího autofagozómu (tzv. omegazóm), který je bohatý na fosfatidylinositol-3-fosfát (PI3P). PI3P je na tomto místě produkován zejména díky fosfatidylinositol-3-kináze III. třídy (VPS34) v komplexu s Beclinem 1 (Atg6) a několika dalšími regulačními proteiny. Právě na PI3P se následně váže několik významných proteinů účastnících se autofagie, a to zejména WIPI2 a DFCP1. Přes ně je na membránu rekrutován komplex proteinů Atg12–Atg5–Atg16L1 a následně Atg3. Poslední zmiňovaný protein reguluje možná nejzásadnější krok celé úvodní fáze autofagie, kterým je kovalentní vazba cytosolického proteinu LC3 (v tomto stavu označovaného jako LC3-I) na membránu autofagozómu. Takto lipidovaná forma LC3 se označuje jako LC3-II a její množství je často používáno pro stanovení míry autofagie v buňkách. LC3 je také nejběžnějším markerem autofagozómů a na rozdíl od ostatních autofagických proteinů, které se po splnění své role pouští, se LC3 na membráně drží v podstatě v průběhu celého procesu. Vzniká fagofor, membránový útvar, který se postupně výrazně prodlužuje a může dosáhnout délky až 1 μm. Prostřednictvím LC3-II se navíc mohou dovnitř takto vznikajícího autofagozómu vyvazovat různé proteiny i větší struktury, což umožňuje určitou selektivitu celého procesu. Uzavřením fagoforu a splynutím jeho konců vzniká váček obklopený dvěma fosfolipidovými membránami, čili hotový autofagozóm. V druhé fázi dochází ke splynutí vnější membrány autofagozómu s lysozómem za vzniku autolysozómu; tento proces zprostředkovávají SNARE proteiny syntaxin 17, SNAP29 a VAMP8 a dále také komplex HOPS. Lysozómy jsou velmi kyselé kvůli aktivní V-ATPáze v jejich membráně; tato vlastnost se tak přenáší i na autolysozómy a dochází k rychlé enzymatické degradaci vnitřní autolysozomální membrány a také materiálu, který se nacházel uvnitř autolysozómu. Aminokyseliny a další stavební bloky vzniklé odbouráním makromolekulárních látek se z autolysozómu dostávají přenosem přes jeho membránu pomocí různých transportérů. Následně jsou i různé stavební komponenty autolysozómů, včetně jejich membrány, recyklovány, čímž proces končí.

### Regulace
Celý proces autofagie je v buňce pečlivě kontrolován, v opačném případě by mohla nadměrná buněčná autofagie v krajním případě vést až k programované buněčné smrti. K mohutné aktivaci autofagie dochází zejména při nedostatku živin, jako jsou aminokyseliny, a také při nedostatku ATP v buňce. Vnímání nedostatku živin zajišťuje v buňce především kináza mTOR (mammalian target of rapamycin), která svou aktivitou drží autofagii na uzdě v případě, že buňka má dostatek růstových faktorů, glukózy a aminokyselin. Pokud kináza mTOR vycítí nedostatek zmíněných živin, zablokuje se a dochází k indukci autofagie. Experimentálně je možné tento stav v buňce navodit pomocí rapamycinu (chemické látky, která inhibuje mTOR). Ať už je stav vyvolán přirozeně či uměle, deaktivace mTOR způsobí aktivaci proteinového komplexu ULK, který je důležitý pro spuštění autofagie. Na aktivaci ULK komplexu se kromě mTOR podílí i důležitá kináza AMPK. Dalším důležitým hráčem v iniciaci autofagie je PI3K komplex, který zajišťuje vytvoření dostatečného množství fosfatidylinositol-3-fosfátu pro vznik prvotního omegazómu. Komplex PI3K se skládá z Beclinu 1, Atg14 a zejména Vps34, tedy významné fosfatidylinositol-3-kinázy. Funkční koordinace mezi ULK komplexem a PI3K komplexem následně spouští první fázi autofagie.

## Funkce
Autofagie je pro většinu organizmů včetně člověka naprosto nezbytný buněčný proces. Pro pochopení její funkce je třeba rozlišovat autofagii, která probíhá za stavů nepatologických, od autofagie patologické. Za nepatologických stavů funguje autofagie jako adaptační mechanizmus nutný k přežívání za nepříznivých podmínek, a to jak extracelulárních (nedostatek živin, hypoxie, vysoká teplota), tak vnitrobuněčných (nahromadění poškozených nebo nadbytečných buněčných organel).
V podmínkách hladovění dochází k degradaci proteinů, nukleových kyselin a organel, např. peroxizomů, mitochondrií a endoplazmatického retikula. U mnohobuněčných organizmů má autofagie zvláštní význam při regulaci embryonálního a postnatálního vývoje. Studium významu autofagie během patologických stavů nabývá v poslední době na významu. S autofagozomálními procesy se pojí etiopatogeneze řady nervových, myodegenerativních a infekčních chorob. Velký význam má vztah autofagie a karcinogeneze (vznik nádorů).

## Nobelova cena
V roce 2016 dostal Jošinori Ósumi Nobelovu cenu za fyziologii a lékařství za výzkum mechanismů autofagie – za přínos v pochopení mechanismu autofagie“. Tedy mechanismu, pomocí kterého buňky rozkládají samy sebe a který je důležitý pro život stejně jako pro jeho konec.